# Пестрогрудый чибис
Пестрогрудый чибис (лат. Vanellus melanocephalus) — вид птиц из семейства ржанковых. Эндемик Эфиопского нагорья.

## Описание
Длина тела около 34 см. Масса двух взвешенных взрослых особей составила 199 и 228 г соответственно. Окрас пепельно-коричневый с жёлтыми усиками (характерными для чибисов) и чёрной макушкой, подбородком и горлом. Верхняя часть тела с зеленоватым оттенком.

## Биология
Диета не описана. Охотятся, быстро перебегая и затем обследуя грунт. Эти птицы очень мобильны в течение дня. Было описано всего одно гнездо.
МСОП присвоил виду охранный статус LC.